# August Burns Red Presents: Sleddin' Hill
August Burns Red Presents: Sleddin' Hill is het vijfde studioalbum van de Amerikaanse metalcoreband August Burns Red. Het is het eerste kerstalbum en tevens het eerste goeddeels instrumentale album van de band.

## Nummers
| 1.                 | Flurries                                 | 4:17 |
| 2.                 | Frosty the Snowman                       | 2:18 |
| 3.                 | Sleigh Ride                              | 2:53 |
| 4.                 | God Rest Ye Merry Gentlemen (remastered) | 2:50 |
| 5.                 | Jingle Bells                             | 4:13 |
| 6.                 | Oh Holy Night                            | 4:24 |
| 7.                 | Rudolph the Red-Nosed Reindeer           | 1:59 |
| 8.                 | Sleddin' Hill                            | 2:38 |
| 9.                 | Little Drummer Boy (remastered)          | 4:19 |
| 10.                | Winter Wonderland                        | 1:55 |
| 11.                | O Come, O Come, Emmanuel (remastered)    | 4:55 |
| 12.                | Carol of the Bells (2012)                | 2:48 |
| 13.                | We Wish You a Merry Christmas            | 2:30 |
| Totale duur: 42:06 |                                          |      |

| Nr. | Titel                         | Duur |
| --- | ----------------------------- | ---- |
| 14. | Dance of the Sugar Plum Fairy | 2:47 |

| Nr. | Titel            | Duur |
| --- | ---------------- | ---- |
| 14. | Joy to the World | 3:07 |

## Formatie
- Jake Luhrs – vocalen
- JB Brubaker – leidende gitaar
- Brent Rambler – slaggitaar
- Dustin Davidson – bas
- Matt Greiner – drums, piano